# Пасхальне тридення
Пасхальне Тридення, згідно з Григоріянським календарем, розпочинається у Великий Четвер, коли Спаситель на Тайній Вечері перед Своєю смертю на хресті установив перше Таїнство Своїх страждань. Ця подія, під час Великої П'ятниці, переходить у споглядання Ісуса, що повис між небом і землею на хреснім дереві, на якому Він об'явив нам безмежну любов Бога, якою Бог віддав себе за неї. Стоячи біля хреста разом з Матір'ю нашого Спасителя, Свята Церква запрошує нас стати біля Господнього гробу, у якому, як каже Св. Апостол Павло, «Бог відпочив сьомого дня від усіх діл своїх» (Євр 4,4). Від цієї миті все створіння чуває і очікує на славне та світле Господнє Воскресіння, яким Христос Своєю смертю подолав смерть. Зло не має більше останнього слова тому, що Господь, Розп'ятий і Воскреслий, силою Божої любові затріумфував над злом.